# Chapelle Notre-Dame de Heigne
La chapelle Notre-Dame de Heigne est un édifice religieux catholique de style roman et gothique, situé à Heigne (Jumet), aujourd'hui faubourg de la ville de Charleroi en Belgique. Datant du XIIe siècle dans ses parties les plus anciennes la chapelle était celle d'un ancien prieuré du hameau de Heigne relevant jadis de l'abbaye de Lobbes et était dénommée église de Heigne dans les textes anciens. Le bâtiment est classé.

## Histoire
Cette chapelle romane et gothique est un témoin important du passé historique de Heigne-Jumet et de la région tout entière. Il reste peu d'exemples d'art roman dans la région de Charleroi. Un texte datant de 1201 mentionne une 'église à Heigne' et, un peu plus tard, le cardinal de Vitry nous raconte dans la Vie de la bienheureuse Marie d'Oignies († 23 juin 1213) que la sainte se rendait presque chaque année en pèlerinage à sainte Marie de Heigne,.
La date de sa construction n'est pas connue avec précision, cependant le style architectural fait penser au XIIe siècle. 
Heigne, à cette époque Hunia Castellum, est un lieu de pèlerinage apparemment important. Une vénération populaire à la Vierge de Heigne, parfois appelée la Vierge aux Cailloux, fait que, très tôt, un petit sanctuaire y est construit. La vénération de la Vierge prenant de l'ampleur, l'ancien sanctuaire devient trop petit. Ce sont probablement les moines de Lobbes qui construisent une église en lieu de l'ancien sanctuaire, qui était vraisemblablement en bois.
En 1231, dans le cadre d'un essor religieux significatif, l'église de Heigne est séparée de l'église paroissiale et confiée à l'abbaye de Lobbes par Jean d'Eppes, prince-évêque de Liège. Thomas, abbé de Lobbes de 1228 à 1246, y place deux de ses religieux pour en assurer les services pastoraux,.
À la fin du XVe siècle ou au début du XVIe siècle un incendie ravage l'édifice qui doit être amputé de sa tour et de la moitié de sa nef. Les moines de Lobbes n'ayant guère les moyens financiers, la reconstruction tarde, d'autant plus que la vénération de Notre-Dame de Heigne a fort baissé. Le chœur est seulement reconstruit au XVIIe siècle.
La présence des troupes révolutionnaires françaises, avec l'expulsion des moines  de Lobbes, scèle le destin de l'église de Heigne. Église et prieuré sont cédés à la commune de Jumet, qui les vend au maître de verreries Antoine Houtart : l'église, désaffectée, devient un magasin de verre et une verrerie est construite derrière celle-ci.
Néanmoins, le culte reprend au début du XIXe siècle. Marie-Antoinette Houtart rétablit officiellement le culte catholique dans l'édifice religieux qui est depuis lors connu comme « chapelle de Heigne », en dépendance de l'église paroissiale de Jumet Chef-Lieu.
Le 24 février 1941, la chapelle Notre-Dame de Heigne est inscrite au registre national belge des monuments classés.
En juin 2018, la chapelle reçoit l'autel sculpté en 1967 par Jean Willame pour l'église Saint-Joseph de Charleroi (Broucheterre), église désaffectée le 11 avril 2019.

## Architecture

D'après les relevés effectués par Simon Brigode.

Édifice en moellons de grès et calcaire sous bâtière d'ardoises. Les fouilles et l'importante restauration menées en 1937-1938 par l'architecte Simon Brigode dégagent les témoins de la structure originale appartenant à la fin du XIIe siècle.
À l'origine, l'ensemble était composé d'une nef de six travées, avec alternance de piliers et de colonnes, flanquée de bas-côtés et suivie d'un chœur à chevet plat. Une tour de façade épaulée de deux tourelles d'escalier complétait l'édifice à l'ouest.
Au début du XIIIe siècle, l'église est agrandie : les bas-côtés sont prolongés vers l'est, englobant le chœur primitif dont les murs extérieurs sont percés. Un nouveau chœur probablement terminé en abside est également construit.
À l'extrême fin du XVIe siècle voire au tout début du XVIIe siècle, les bas-côtés sont supprimés, sauf au niveau du transept dont les bras sont dès lors affirmés, et l'église est réduite de la moitié de sa longueur. Un chœur à trois pans est élevé en 1618 par Dom Matthieu Behault, prieur de Heigne.
L'édifice actuel se présente donc comme une chapelle de dimensions réduites, nettement moins importante que le sanctuaire roman des XIIe et XIIIe siècles.
Façade élevée vers 1600 en moellons de grès, harpée aux angles et montée sur un haut soubassement chanfreiné. Porte du XIXe siècle à encadrement de calcaire mouluré, montants monolithes et linteau droit sous corniche, surmontée d'une fenêtre tardive dessinée en plein cintre. Clocheton frontal recouvert d'ardoises, de la fin du XIXe siècle.
Nef romane comptant trois travées et conservant, principalement sur la face nord, des traces d'arcades, d'arcs de décharge et de piliers rappelant l'existence des anciens bas-côtés. Reconstituées en 1938, trois petites fenêtres étroites en plein cintre s'insèrent dans le parement bouleversé.
Bras du transept alignant chacun deux fenêtres percées à la fin de XVIe siècle fortement restaurées : encadrement de calcaire creusé d'une gorge, arc brisé et montants à longues harpes. Au nord, sous la première baie, traces d'une porte basse murée. À l'opposé, une porte basse plus tardive, à encadrement de calcaire ourlé d'un double listel et linteau droit, et une niche en plein cintre réinsérée, portant autrefois le millésime 1571.
Bâti en 1618, chœur à trois pans épaulé de courts contreforts, aveugle dans l'axe et dans la travée droite. Fenêtres en tiers-point à double encadrement de moellons de grès et harpes calcaires. Modillons de pierre sous la corniche.
De part et d'autre, dans l'angle avec le transept, annexes basses sous bâtières indépendantes, construites à une époque indéterminée, mais probablement tardive (XIXe siècle ou XXe siècle ? ), celle du nord plus élevée et à angle biaisé. Chacune éclairée d'une fenêtre à arc brisé et montants chaînés de calcaire.
Intérieur restauré, affirmant les murs de moellons bruts et dégageant les trois arcades romanes de la nef, retombant alternativement sur pilier et colonne. Voûtes du XVIIIe siècle couvrant la nef et la croisée du transept ; celle de la nef séparée par un arc-doubleau, masquant partiellement les fenêtres d'étage romanes aujourd'hui murées. Chœur et bras du transept coiffés de fausses voûtes en lattis de la seconde moitié du XIXe siècle.

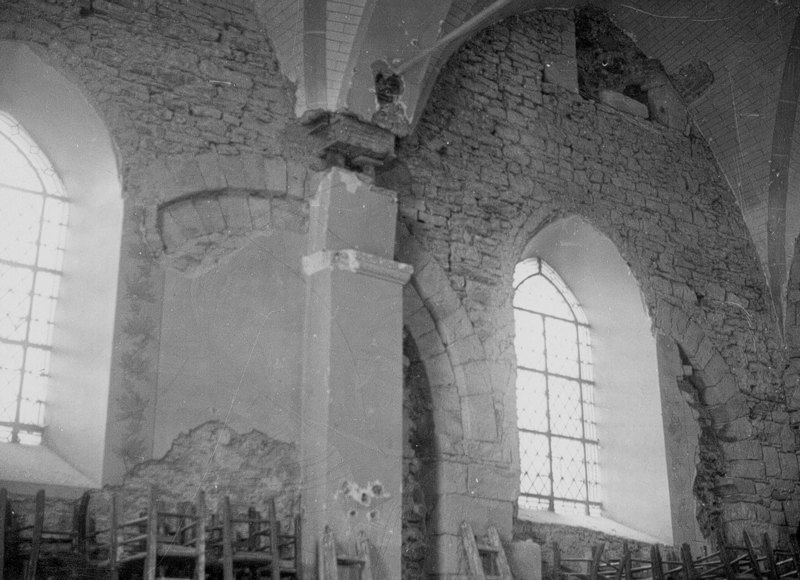
Mur nord de la nef pendant les travaux de 1937.
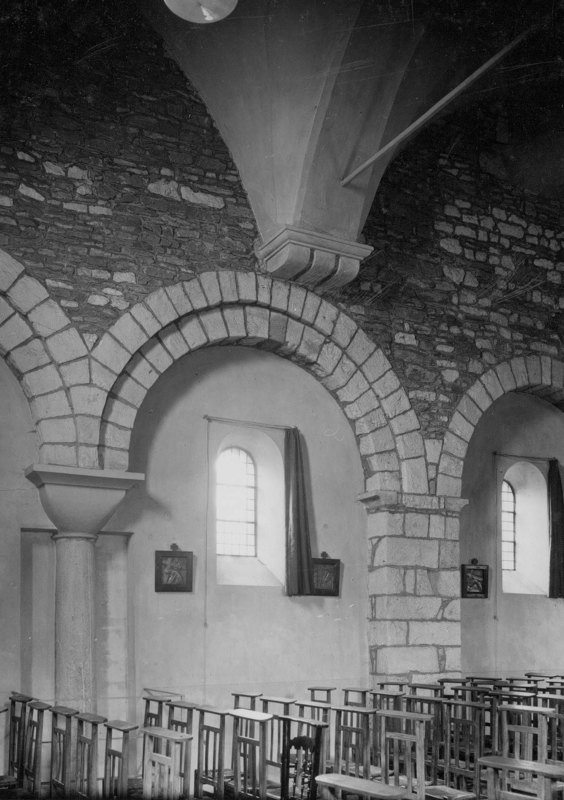
Le même mur après les transformations (1941).
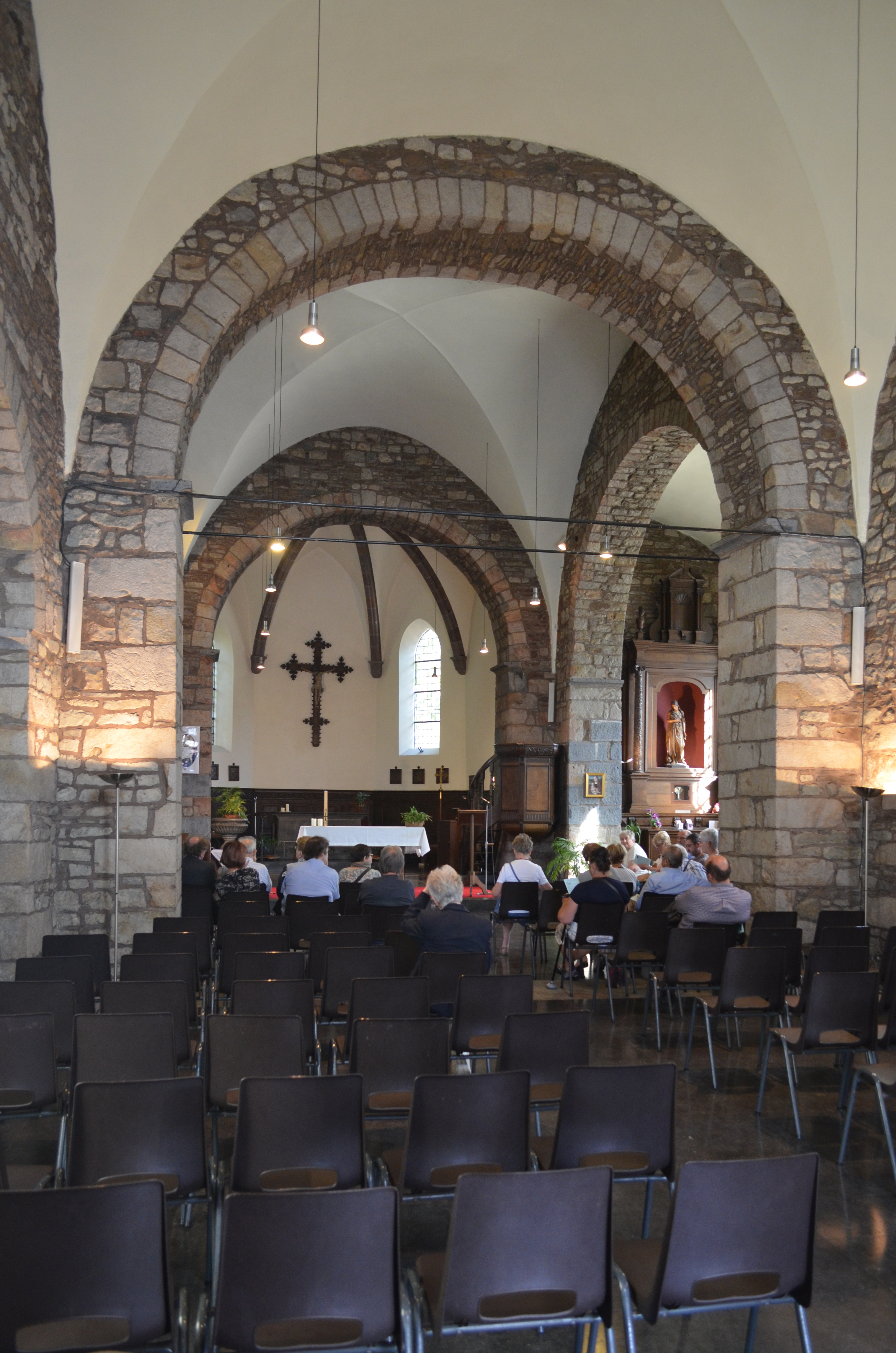
Intérieur vu depuis l'entrée.
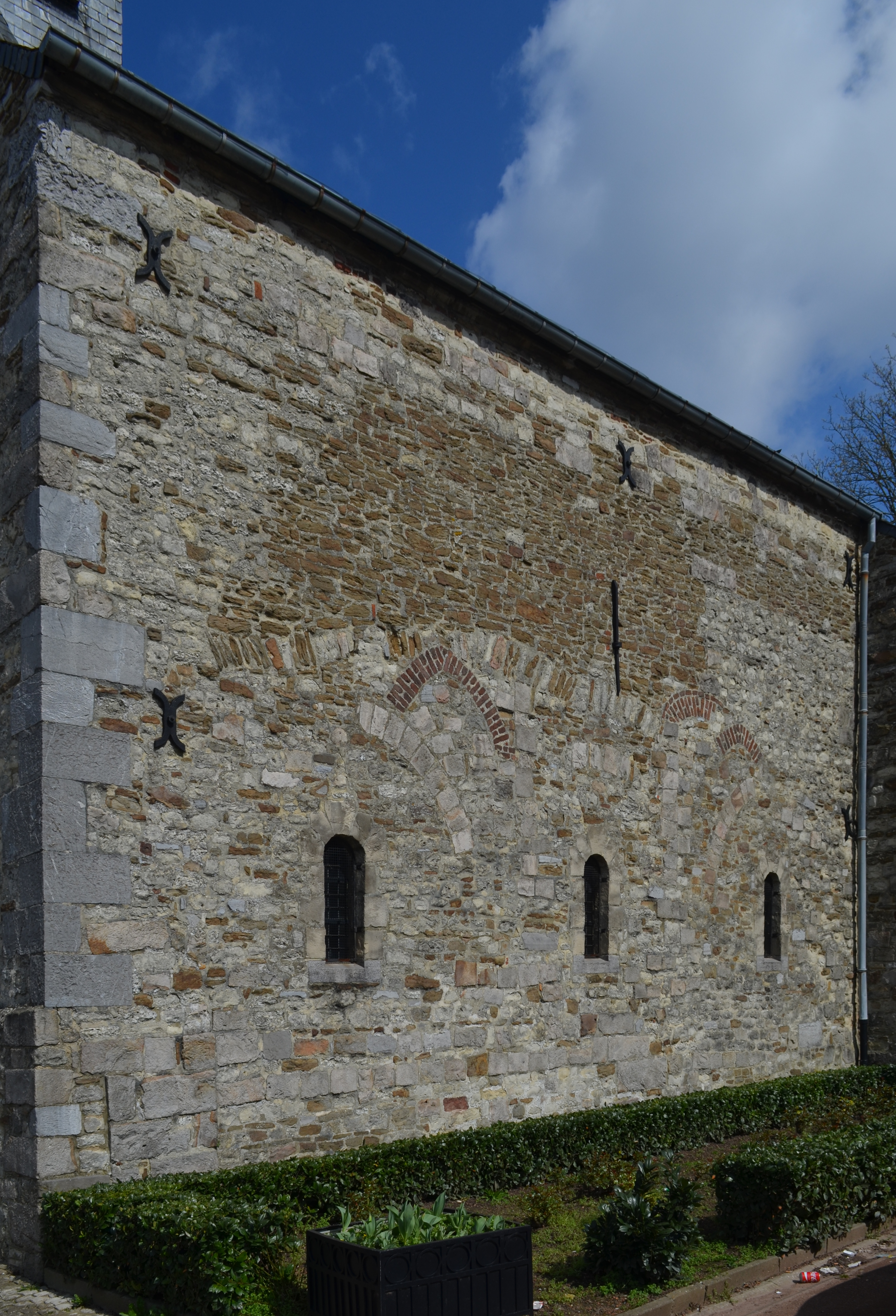
Mur gouttereau sud de la nef (extérieur).
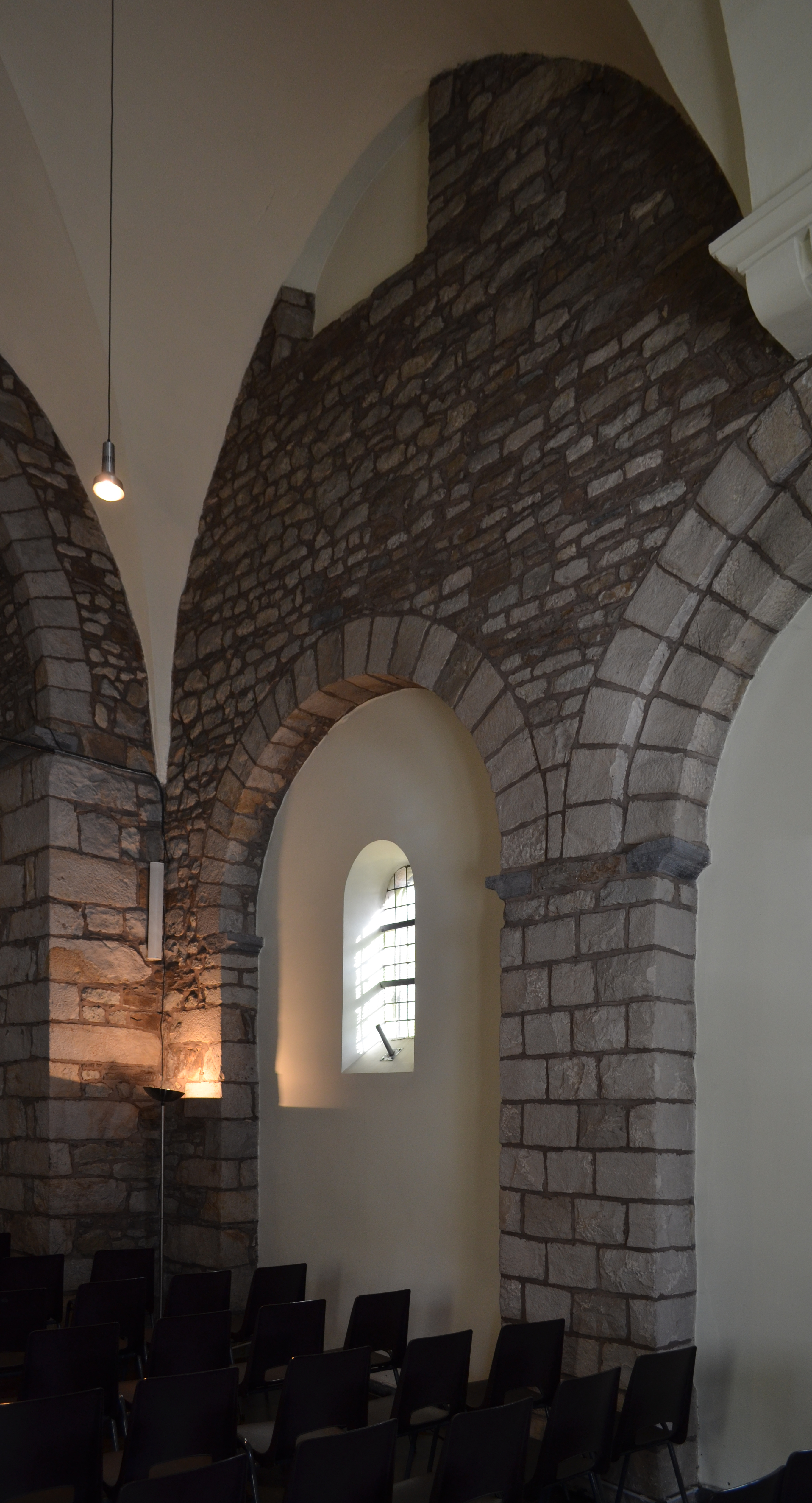
Intérieur du mur gouttereau sud avec une fenêtre d'étage partiellement masquée.
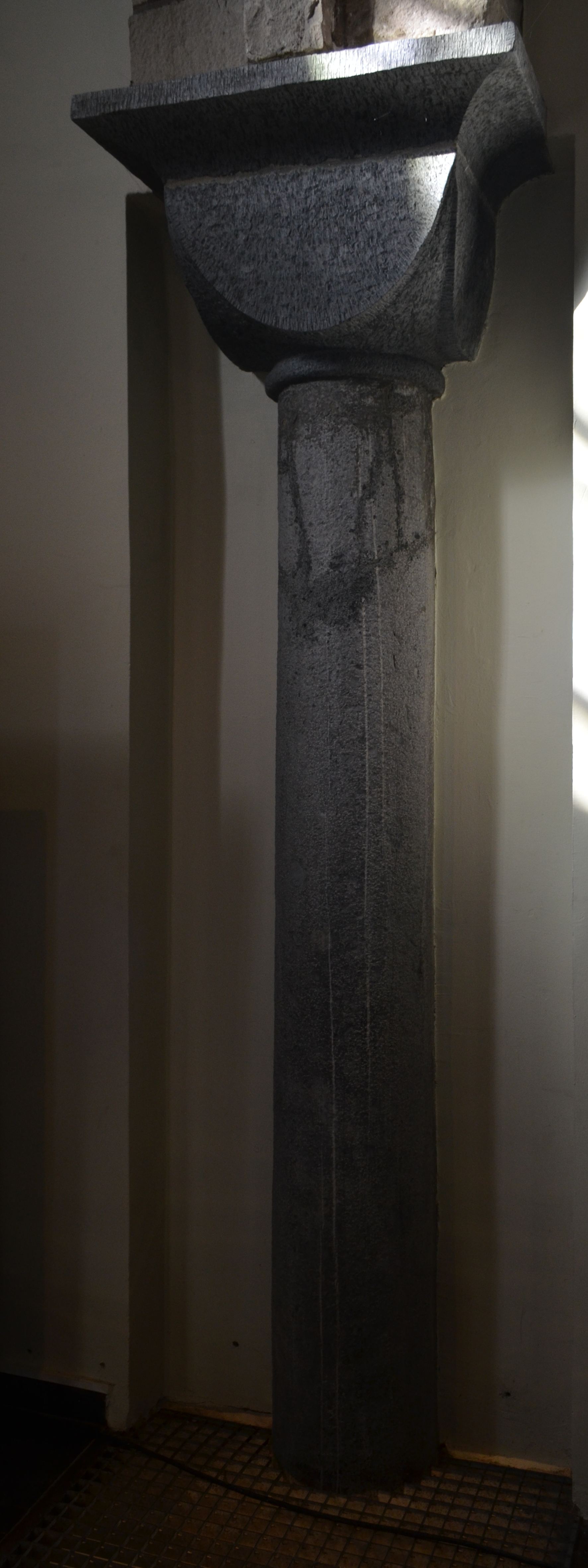
Colonne contre le mur gouttereau nord.
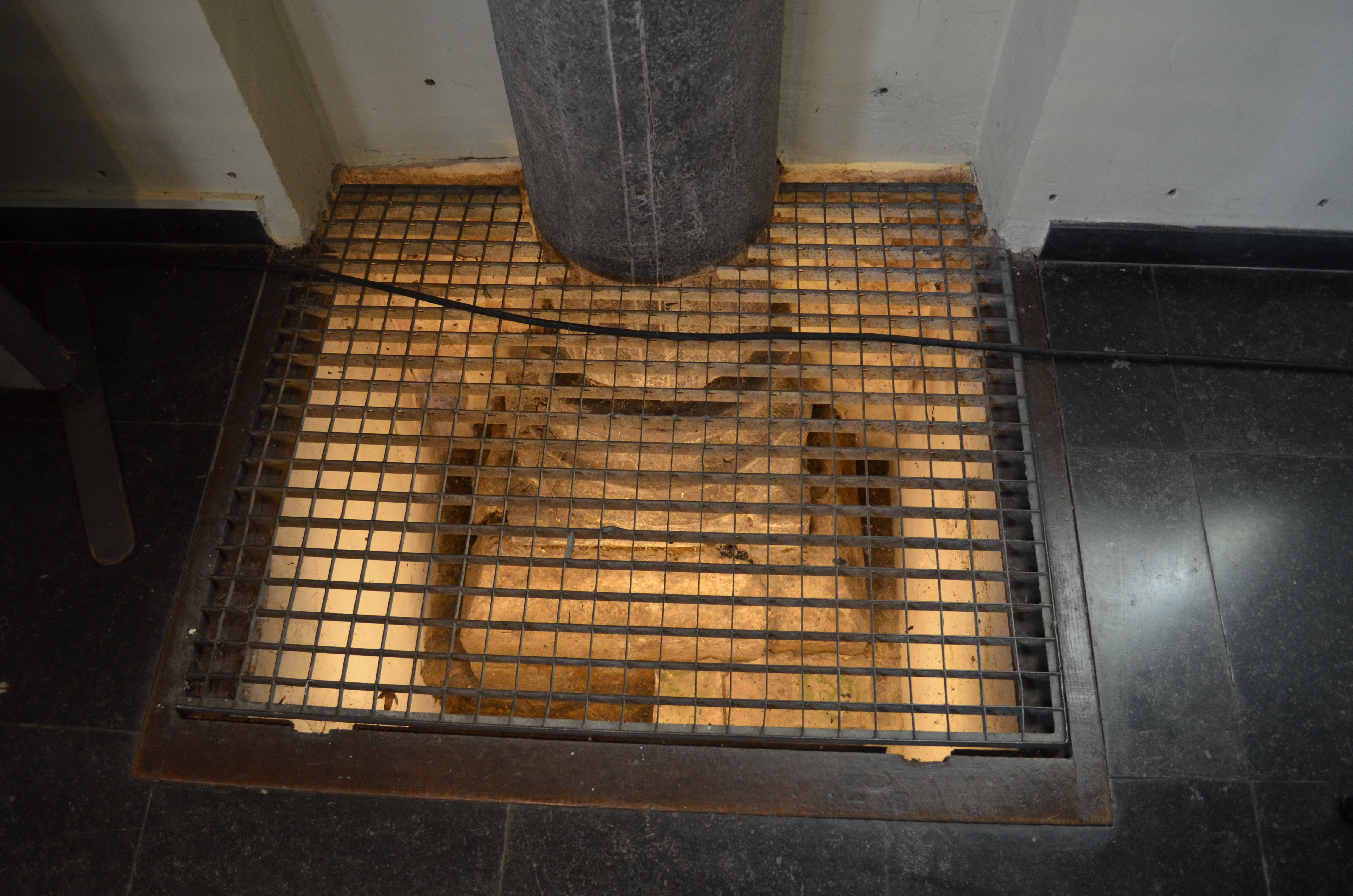
Bas de la colonne et niveau originel du sol.

## Statuaire

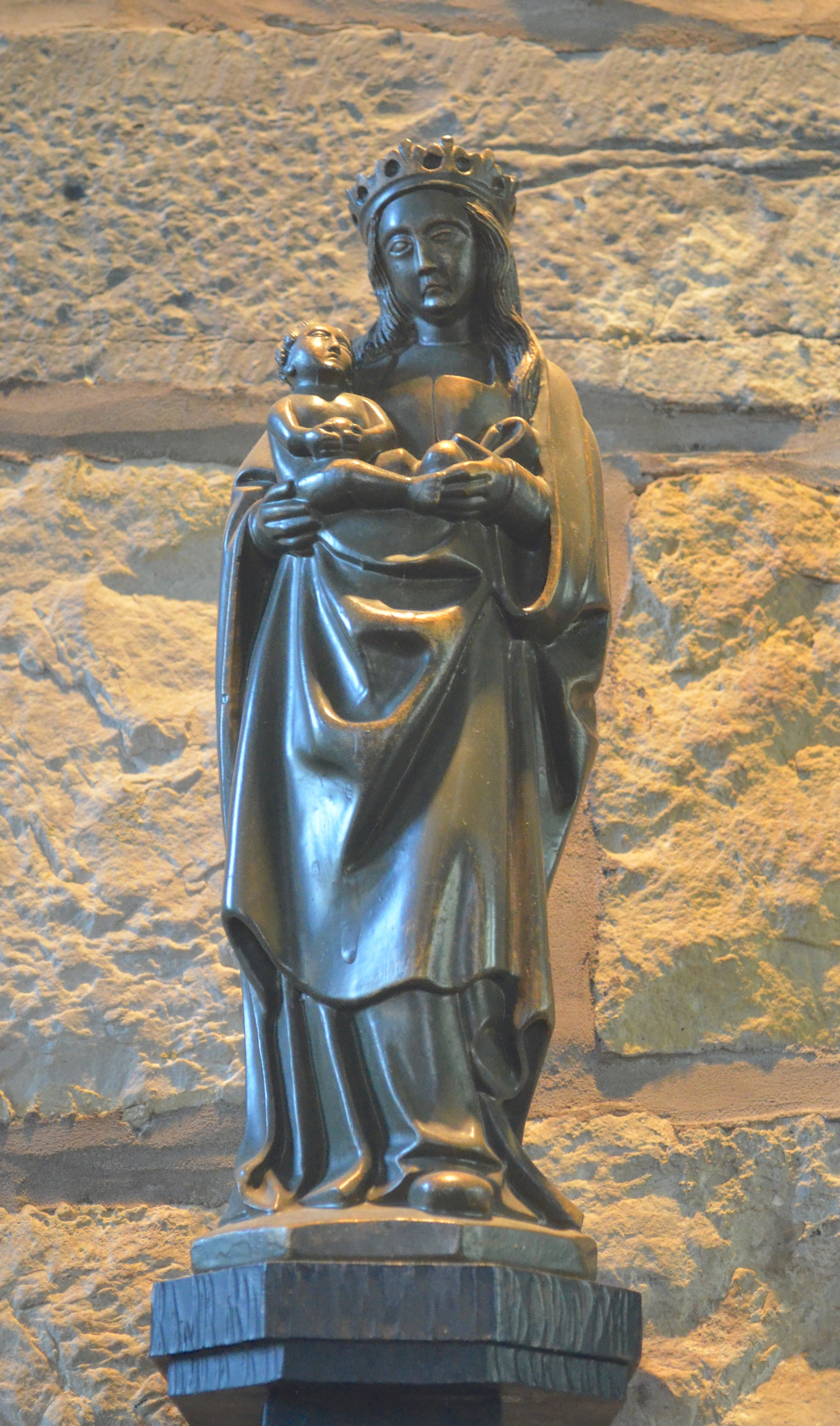
Vierge aux Cailloux.

La chapelle possède une statuette en laiton dite de la « Vierge aux Cailloux », de 33 cm de hauteur, dont la réalisation est située vers 1510 (sur base de critères stylistiques), formellement très proche de la « Vierge à l'enfant » ornant le remarquable chandelier pascal de l'abbaye de Rochefort .
La Vierge, debout, tient dans ses bras l'Enfant Jésus qui serre dans ses deux mains une pomme tandis que la Vierge elle-même tient un fruit semblable. Ces pommes ont sans doute été mal identifiées par les fidèles, d'où le nom de « Vierge aux Cailloux ».

## Travaux d'entretien et de restauration
- En 1859, restauration de l'église, entre autres la charpente et le clocheton, resté en place jusqu'en 1976. Le financement est assumé par Marie-Antoinette Houtart.
- En 1891, lors de la rénovation du pavement de la chapelle, découverte de pierres tombales d'anciens prieurs de Heigne.
- En 1907, remplacement du plâtre des murs et des voûtes.
- En 1937, les murs sont décapés, les arcades et les colonnes sont remis à neuf par l'emploi de moellons ferrugineux et calcareux pour les murs, du grès rose pour les piliers, arcades, piedroits des fenêtres et du transept.
- En 1976, remplacement du clocheton de 1859.

## La chapelle de Notre-Dame de Heigne et la Madeleine

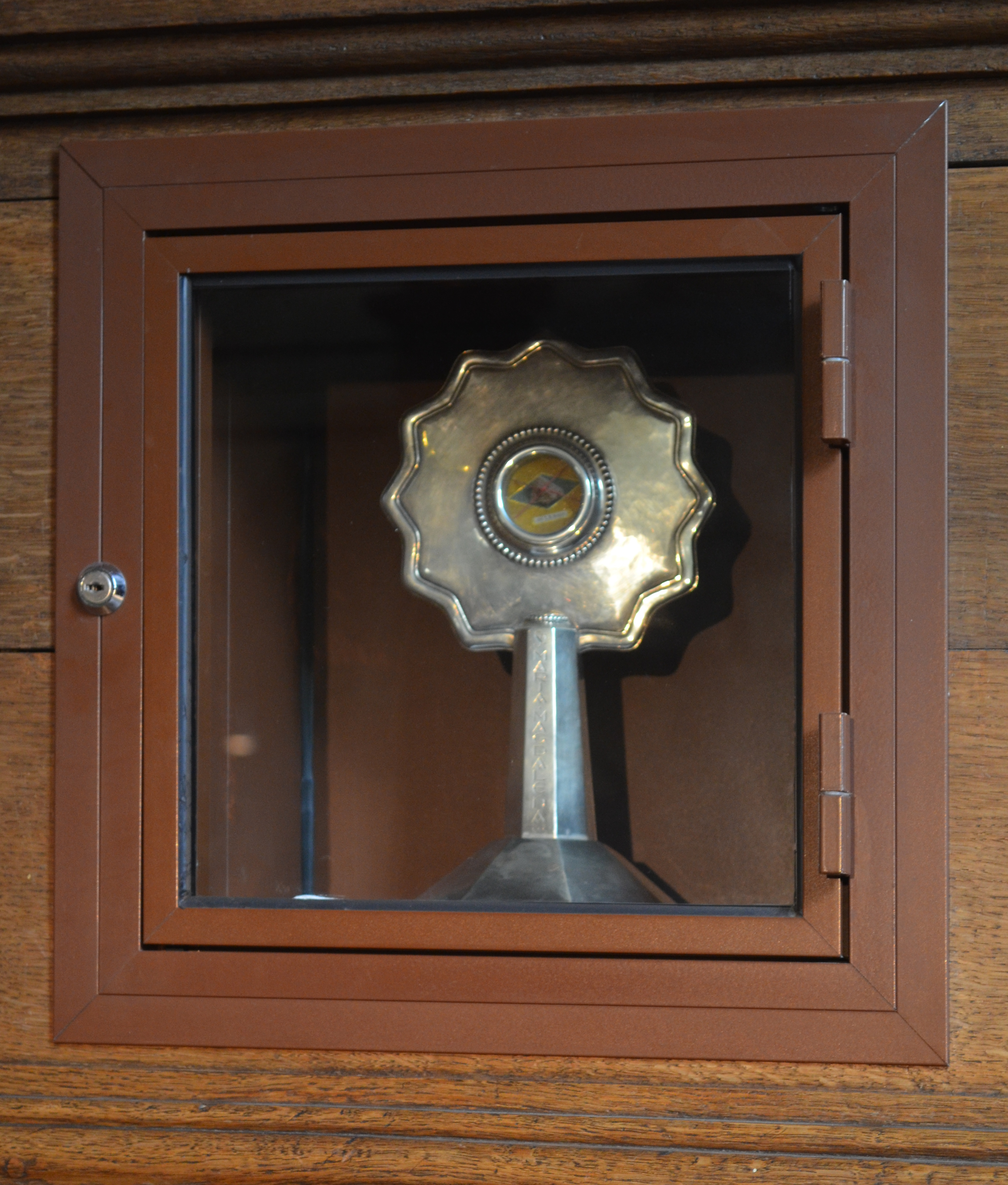
Reliquaire de sainte Marie-Madeleine.

La chapelle Notre-Dame de Heigne joue un rôle primordial dans le Tour de la Madeleine.
En effet, c'est par la messe des pèlerins célébrée le dimanche matin que le tour commence, et c'est par un passage dans la chapelle qu'il se termine.
Le lendemain, lundi de Madeleine, c'est dans la chapelle qu'est célébrée la messe militaire et l'offrande de tous les groupes.
Enfin, c'est à la chapelle qu'a lieu la dernière vénération à la relique de sainte Marie-Madeleine le jeudi soir lors de la retraite aux flambeaux.